# Comarque de Tudela
La comarque de Tudela est une comarque et une zone formée par une seule sous-zone (selon la Zonification Navarre 2000) de la communauté forale de Navarre (Espagne). Cette comarque est composée de 19 communes et fait partie de la Mérindade de Tudela.

## Géographie
La comarque se situe dans la partie sud de la communauté forale de Navarre dans la zone géographique appelée Ribera de Navarre, parcourue par la rivière Èbre et ses affluents le Queiles et l'Alhama. Elle a une superficie de 1,329 km2 et est limitée au nord avec la comarque du Ribera Arga-Aragón, à l'est et au sud avec la province de Saragosse dans la communauté autonome d'Aragon, à l'ouest avec la communauté autonome de La Rioja.

## Municipalités
La comarque de Tudela est formée par 19 communes et la communauté et facería des Bardenas Reales, ci-dessous avec les données de population, surface et densité correspondant à l'année 2009 selon l'INE.
| Municipalité    | Population | Superficie | Densité |
| --------------- | ---------- | ---------- | ------- |
| Ablitas         | 2 599      | 77,48      | 33,54   |
| Arguedas        | 2 420      | 66,93      | 36,16   |
| Bardenas Reales | 0          | 420,6      | 0       |
| Barillas        | 195        | 2,90       | 67,24   |
| Buñuel          | 2 404      | 36,38      | 66,08   |
| Cabanillas      | 1 483      | 35,66      | 41,59   |
| Cascante        | 4 034      | 62,93      | 64,1    |
| Castejón        | 4 235      | 18,07      | 234,37  |
| Cintruénigo     | 7 636      | 37,34      | 204,5   |
| Corella         | 8 031      | 81,35      | 98,72   |
| Cortes          | 3 404      | 36,54      | 93,16   |
| Fitero          | 2 222      | 43,23      | 51,4    |
| Fontellas       | 910        | 22,26      | 40,88   |
| Fustiñana       | 2 624      | 66,91      | 39,22   |
| Monteagudo      | 1 168      | 10,84      | 107,75  |
| Murchante       | 3 672      | 13,22      | 277,76  |
| Ribaforada      | 3 638      | 28,95      | 125,66  |
| Tudela          | 34 717     | 215,06     | 161,43  |
| Tulebras        | 129        | 3,81       | 33,86   |
| Valtierra       | 2 569      | 50,27      | 51,1    |

## Démographie
| 2003   | 2004   | 2005   | 2006   | 2007   | 2008   | 2009   |
| ------ | ------ | ------ | ------ | ------ | ------ | ------ |
| 80.517 | 81.365 | 82.666 | 83.667 | 83.778 | 86.273 | 88.090 |

### Sources
- (es) Cet article est partiellement ou en totalité issu de l’article de Wikipédia en espagnol intitulé « Comarca de Tudela » (voir la liste des auteurs).